# Торре-Сан-Патриціо
Торре-Сан-Патриціо (італ. Torre San Patrizio) — муніципалітет в Італії, у регіоні Марке,  провінція Фермо.
Торре-Сан-Патриціо розташоване на відстані близько 175 км на північний схід від Рима, 50 км на південь від Анкони, 10 км на захід від Фермо.
Населення — 2080 осіб (2014).
Щорічний фестиваль відбувається 17 березня. Покровитель — San Patrizio.

## Демографія
Населення за роками:

Станом на 1 січня 2023 року в муніципалітеті офіційно проживало 238 іноземців з 22 країн, серед них 29 громадян країн Євросоюзу та 2 громадяни України.

## Сусідні муніципалітети
- Фермо
- Монте-Сан-П'єтранджелі
- Монте-Урано
- Монтегранаро
- Рапаньяно